# 朴樹粉蝨
朴樹粉蝨（学名：Apobemisia celti）为粉蝨科樹粉蝨屬下的一个种。